# 紀元前90年
紀元前90年（きげんぜん90ねん）は、ローマ暦の年である。

## 他の紀年法
- 干支 : 辛卯
- 日本
  - 崇神天皇8年
  - 皇紀571年
- 中国
  - 前漢 : 征和3年
- 朝鮮
  - 檀紀2244年
- 仏滅紀元 : 455年
- ユダヤ暦 : 3671年 - 3672年

## できごと

### ローマ
- 執政官 - グナエウス・ポンペイウス・ストラボとルキウス・ポルキウス・カト
- 同盟市戦争が続いていた。
- エトルリア人にローマ市民権が与えられた。
- イタリア南部のコルフィニウムを中心にローマ帝国への反乱が起きた。
- Lex Iulia法により、同盟市戦争でローマに反抗しなかったイタリア人全員にローマ市民権が与えられた。
- マルクス・トゥッリウス・キケロがローマ軍に仕え始めた。

### アナトリア
- ニコメデス4世が兄弟のソクラテスとミトリダテス6世の連合軍に敗れ、ローマに逃走した。

## 誕生
- アウルス・ヒルティウス：古代ローマの政治家、歴史家（紀元前43年没）
- シケリアのディオドロス：古代ギリシアの歴史家

## 死去
- ディオニュシオス・トラクス：古代ギリシアの文法学者（紀元前170年生）
- アンティオコス10世：セレウコス朝の君主